# Treaty of Waitangi Act
Lire en ligne

Texte officiel

Le Treaty of Waitangi Act, en français la loi sur le traité de Waitangi, est une loi néo-zélandaise votée en entrée en vigueur le 10 octobre 1975. Elle vise à remettre en vigueur les principes ayant présidé à la rédaction du Traité de Waitangi signé le 6 février 1840 entre la Couronne britannique et les iwi māoris.
La principale caractéristique de cette loi est la création du tribunal de Waitangi, chargé en particulier du dédommagement des Maoris pour la spoliation de leurs terres ayant eu lieu depuis 1840.

## Contexte

### Les deux versions linguistiques du traité de Waitangi
Par le traité de Waitangi, signé en 1840, la Nouvelle-Zélande devient une colonie du Royaume-Uni. Dans l'interprétation maorie du traité, le principe de la souveraineté continue ou « tino rangatiratanga » des Maōris est sous-jacent au traité. En revanche, pour les Pakeha, le traité marque une rupture puisqu'il place l'archipel sous domination britannique.
L'interprétation fait se confronter deux concepts maoris qui sont le rangatiratanga, qu'on peut traduire par « souveraineté » et le kawanatanga, qui peut être traduit comme « gouvernement ». 

#### Version anglaise
Le préambule de la version anglaise du traité affirme la volonté de la couronne britannique de protéger les droits et les biens (« just rights and property ») des chefs et des tribus autochtones (« native chiefs and tribes »). L'article premier précise que les chefs des iwi cèdent absolument et sans réserve à la Couronne, tous les droits et pouvoirs de souveraineté (« all the rights and powers of Sovereignty ») qu’ils exercent ou possèdent sur leurs territoires respectifs.
Néanmoins, l'article deux réaffirme aux iwi la possession pleine, exclusive et non troublée de leurs biens (« the full exclusive and undisturbed possession of their Lands and Estates, Forests, Fisheries and other properties »), moyennant un droit exclusif de préemption par la Couronne. Ces deux points étant acquis, le troisième article accorde aux Mris tous les droits et privilèges des sujets britanniques (« all the rights and privileges of British subjects »).

#### Version maorie
Dans la version maorie du texte, le préambule traité affirme vouloir protéger te tino rangatiratanga, c'est-à-dire la souveraineté maorie. Une première différence importante entre les deux versions linguistiques apparaît à la fin du préambule, qui est « soumis » aux chefs Māoris quand la version anglaise les « invite à adhérer ».
Concernant l'article premier, la version māorie précise que les iwi accordent à la Couronne britannique « le gouvernement complet
sur leur terre ». Dans l'article deuxième, le gouvernement britannique s'engage pour sa part à protéger les chefs, les hapu et tous les gens de Nouvelle-Zélande « dans l’exercice inconditionnel de leur chefferie sur leurs terres, villages, et tous leurs taonga », ce dernier terme désignant un trésor, qu'il soit matériel ou immatériel. En ce qui concerne la préemption, le terme maori utilisé est hokonga, qui signifie aussi bien « achat » que « vente ».
Une autre divergence possible apparaît dans l'article troisième, où le texte assure les Māoris que la Couronne leur accordera les mêmes tikanga qu'aux sujets britanniques. Là où la version anglaise parle de « droits » et « d'obligations », la tikanga implique également les « coutumes ». La lecture maorie de ce texte implique que la puissance coloniale s'est engagée à préserver les coutumes autochtones.
Le chef māori Nopera aurait estimé, selon la formulation du traité, que « seule l’ombre de la terre a été transférée à la Reine, tandis que le sol nous est resté ».

#### Les problèmes de traduction
La version māorie du texte est traduite par Henry Williams.
Les commentateurs postérieurs relèvent premièrement que, contrairement à la langue anglaise, de tradition écrite, la langue māorie est principalement orale et très dépendante du contexte d'élocution. Deuxièmement, Henry Williams, en tant que missionnaire, est influencé par un vocabulaire de type biblique. Or ce vocabulaire a été mis en place dans un souci d'évangélisation des populations locales, en adaptant certains termes māoris préexistants à un usage anglophone et anglican qui ne correspond pas toujours au vécu māori.
Ainsi, rangatiratanga a été utilisé par les premiers missionnaires pour exprimer l'idée de « règne » telle qu'elle apparaît dans le Notre Père, ce qui implique, du point de vue des missionnaires, une notion d'autorité ; le terme le plus approchant en maori serait plutôt mana. Les linguistes du XXIe siècle estiment qu'aucun terme anglais ne recouvre pleinement l'acception de rangatiratanga
Certains commentateurs estiment donc, en vertu de ces nuances de traduction, que les deux versions du traité, qui toutes deux font foi, ne sont pas pleinement équivalentes.

### La mise en œuvre du traité
Toutefois, c'est moins le traité que sa mise en œuvre qui pose problème. La première raison en est que l'une des deux parties du traité, la Couronne, est à la fois juge et partie,. Le paroxysme de cette inégalité apparaît en 1875 quand le juge James Prendergast (en), lors de l'arrêt Wi Parata (en), déclare que le traité de Waitangi, signé d'après lui par des « barbares primitifs », est « a simple nullity », c'est-à-dire « tout simplement nul ».
La seconde raison est la politique massive de migrations coloniales depuis les îles Britanniques, qui amène des centaines de milliers de nouveaux arrivants. La confiscation des terres se fait de manière souvent violente, en particulier entre 1843 et 1847 et tout au long des années 1860.
À la fin des années 1930, les Māoris possèdent moins d'un sixième de leur pays. Par ailleurs ils subissent au XXe siècle un fort exode rural : en 1926 ils soit moins de 10 % à vivre en milieu urbain, proportion qui monte à 40 % au milieu des années 1960.

## Rédaction

### Esprit de la loi
Sur la question de l'interprétation de la loi, la jurisprudence anglaise, et donc néo-zélandaise, se fonde notamment sur le Contra proferentem (en), qui est une doctrine d'interprétation contractuelle prévoyant que, lorsqu'un accord est ambigu ou conflictuel, le sens préférentiel doit être celui qui va à l'encontre des intérêts de la partie qui a fourni le libellé
Le préambule de la loi considère notamment que la rédaction du traité de Waitangi diffère selon la version anglaise et la version māorie, et que son esprit est différent en fonction de la langue dans laquelle il a été reçu.

### Contenu
La loi crée, au paragraphe 4, le tribunal de Waitangi, et détaille sa composition : un juge, en exercice ou retraité, qui préside le tribunal, nommé par le Gouverneur général sur recommandation du ministre des Affaires maories faite après consultation du ministre de la Justice (en), plus un collège de deux membres au minimum et vingt au maximum, nommés de la même manière. Son pouvoir est toutefois relativement réduit à ses débuts, puisque le tribunal ne peut statuer que sur des actions gouvernementales et non privées.

## Conséquences

### Amendements
Le texte du Treaty of Waitangi Act est amendé à plusieurs reprises. En 1985, sous le gouvernement de David Lange, le texte est amendé pour donner des pouvoirs plus larges au tribunal, ainsi qu'une composition plus favorable aux Māoris, et la possibilité d'actions rétroactives. En 1988, un nouvel amendement donne la majorité absolue aux membres d'origine māorie.

### Mission du Tribunal
Estimant à la fin des années 2000 que la mission du Tribunal a été menée à bien, le Parlement lui retire en 2008 le pouvoir d'enregistrer de nouvelles revendications historiques. En 2015, un rapport d'activité montre que la juridiction a enregistré 2 501 demandes, rendu un rapport complet ou partiel sur 1 028 d'entre elles, émis 123 rapports finaux couvrant 79 % de la superficie de la Nouvelle-Zélande.